# الرحراح (السبرة)

تعديل مصدري - تعديل

الرحراح محلة تابعة لقرية الضلاع، التابعة لعزلة المساعدة بمديرية السبرة إحدى مديريات محافظة إب في الجمهورية اليمنية.، بلغ تعداد سكانها 29 حسب تعداد اليمن لعام 2004.